# Judith Trachtenberg
Judith Trachtenberg ist ein deutsches Stummfilmdrama aus dem Jahre 1920 von Henrik Galeen mit Leontine Kühnberg in der Hauptrolle.

## Handlung
Österreichisch-Polen Mitte des 19. Jahrhunderts. Die junge Jüdin Judith Trachtenberg lebt mit ihrer Familie im jüdischen Ghetto, als sie eines Tages den nichtjüdischen Aristokraten Graf Agenor Baranowski bei einem von ihres Vaters Geschäftspartner ausgerichteten Ballvergnügen kennenlernt. Baranowski kann sie wenig später vor einem allzu aufdringlichen polnischen Offizier schützen. Judith und Agenor verlieben sich ineinander, und als Judith von dem Grafen schwanger wird, verlässt sie ihre Familie, um ihrem Grafen zu folgen und in „wilder Ehe“ mit ihm zu leben.
Judiths strenggläubige Familie, vor allem ihr Vater, ist entsetzt angesichts solch „sittenlosen“ Verhaltens. Als Judith und Agenor daraufhin heiraten wollen, stimmt dies ihre jüdische Verwandtschaft jedoch nicht milder, zumal Graf Agenor kein Jude ist. Zerrissen zwischen ihrer Liebe und dem dringenden Wunsch, den Vorstellungen ihrer Glaubensgemeinschaft und ihrer Familie, die sie geächtet und aus ihren Kreisen ausgeschlossen hat, zu entsprechen, sieht Judith Trachtenberg schließlich keinen anderen Ausweg mehr, als sich umzubringen. Am Tag ihrer anstehenden Hochzeit geht sie ins Wasser.

## Produktionsnotizen
Judith Trachtenberg passierte am 26. November 1920 die Zensur und wurde am 9. Dezember 1920 in der Schauburg uraufgeführt. Der Film maß 2373 (nach minimalen Schnitten: 2348) Meter Länge, verteilt auf sieben Akte. Ein Jugendverbot wurde ausgesprochen.
Karl Jakob Hirsch und Jakob Steinhardt standen bei der Gestaltung der Kulissen und des jüdischen Ambientes beratend zur Seite.
1932 wurde in den USA eine Tonfassung dieses Stummfilms unter dem Titel A Daughter of Her People herausgebracht.

## Kritik
Paimann’s Filmlisten resümierte: „Stoff sehr interessant, Spiel und Photos sehr gut, Szenerie ausgezeichnet.“